# Premyer Liqası 2015-16
Premyer Liqası 2015–16 var den 24. sæson af Premyer Liqası, den aserbajdsjanske professionelle fodboldliga, siden dens etablering i 1992. Qarabağ var de forsvarende mestre, efter at have vundet den foregående sæson.

## Trænerskifter
| Hold            | Stoppende træner | Grund til stop | Dato for stop     | Placering i tabel | Ny træner                | Dato              |
| --------------- | ---------------- | -------------- | ----------------- | ----------------- | ------------------------ | ----------------- |
| Sumgayit        | Agil Mammadov    | Stoppet        | 8. oktober 2015   | 8.                | Samir Abbasov            | 8. oktober 2015   |
| Ravan Baku      | Emin Quliyev     | Stoppet        | 17. oktober 2015  | 10t.              | Bahman Hasanov           | 17. oktober 2015  |
| Neftchi Baku    | Samir Aliyev     | Stoppet        | 15. november 2015 | 6.                | Asgar Abdullayev         | 15. november 2015 |
| Khazar Lankaran | Yunis Hüseynov   | Stoppet        | 13. januar 2016   | 9.                | Elbrus Mammadov          | 18. januar 2016   |
| Neftchi Baku    | Asgar Abdullayev | Stoppet        | 5. marts 2016     | 7.                | Vali Gasimov (caretaker) | 6. marts 2016     |

## Stilling
| Pos | Hold            | K  | V  | U  | T  | M+ | M- | MF  | P  | Kvalifikation eller nedrykning           |
| --- | --------------- | -- | -- | -- | -- | -- | -- | --- | -- | ---------------------------------------- |
| 1   | Qarabağ         | 36 | 26 | 6  | 4  | 66 | 21 | +45 | 84 |                                          |
| 2   | Zira            | 36 | 17 | 11 | 8  | 42 | 31 | +11 | 62 |                                          |
| 3   | Gabala          | 36 | 16 | 11 | 9  | 44 | 28 | +16 | 59 |                                          |
| 4   | Inter Baku      | 36 | 16 | 11 | 9  | 39 | 28 | +11 | 59 |                                          |
| 5   | Kapaz           | 36 | 15 | 11 | 10 | 48 | 40 | +8  | 56 | [ d ]                                    |
| 6   | Neftçi Baku     | 36 | 13 | 10 | 13 | 41 | 41 | 0   | 49 | [ d ]                                    |
| 7   | AZAL            | 36 | 13 | 7  | 16 | 26 | 38 | −12 | 46 |                                          |
| 8   | Sumgayit        | 36 | 9  | 12 | 15 | 41 | 49 | −8  | 39 |                                          |
| 9   | Ravan Baku      | 36 | 5  | 9  | 22 | 27 | 63 | −36 | 18 |                                          |
| 10  | Khazar Lankaran | 36 | 3  | 6  | 27 | 16 | 51 | −35 | 15 | Nedrykning til Azerbaijan First Division |

1. ↑  Zira would have qualified for the Europa League first qualifying round, but failed to obtain a UEFA licence as the club has existed professionally for less than three season.[8][9]
2. 1 2  Gabala ahead of Inter Baku on head-to-head record: Inter Baku–Gabala 2–1, Gabala–Inter Baku 1–1, Inter Baku–Gabala 0–1, Gabala–Inter Baku 0–0.
3. ↑  On 31 March 2016, the Adjudicatory Chamber of the UEFA Club Financial Control Body (CFCB) announced that Inter Baku will be excluded from participating in the next UEFA club competition for which they would otherwise qualify in the next three (3) seasons (i.e. the 2016/17, 2017/18 and 2018/19 seasons).[10]
4. ↑  Since the winners of the Azerbajdsjans Pokalturnering 2015-16, Qarabağ, qualified for European competitions based on league position, the spot in the Europa League, 1. kvalifikationsrunde is passed to the sixth-placed team.